# 高磐九
高磐九（1911年10月—1991年12月），或写作高盘九，男，山东郯城人，中华人民共和国政治人物，曾任福建省商业厅厅长，福建省人民委员会副省长。